# Santarellina (film 1931)
Santarellina (Mam'zelle Nitouche) è un film del 1931, diretto da Marc Allégret, tratto dall'omonima operetta di Henri Meilhac, Albert Millaud e Hervé.
Una successiva versione, aggiornata, è stata diretta nel 1954 da Yves Allégret. Ne esiste anche una versione in tedesco del 1953.

## Trama
Célestin, l'organista in un convento, ha scritto e composto un'operetta leggera con lo pseudonimo Floridor. Un giorno, la Madre Superiora gli chiede di accompagnare una delle pensionanti, Denise de Flavigny, che sta tornando a casa per sposarsi. Ora, Denise, nonostante tutti i suoi sguardi sbarazzini, si dimostra presto la più sfacciata possibile. Le cose si complicano ancora quando Célestin inizia a corteggiare Corinne, la star della sua operetta, con grande dispiacere di un maggiore.